# Srečko Lisjak
Srečko Lisjak, slovenski polkovnik, * 1948.
Polkovnik Srečko Lisjak je trenutni poveljnik Zveze veteranov vojne za Slovenijo.

## Vojaška kariera
- načelnik Šole za podčastnike SV (6. september 2004–2006)
- poveljnik 24. vojaškoteritorialnega poveljstva SV (1999–2004)
- poveljnik diverzantske skupine 6. PŠTO (slovenska osamosvojitvena vojna)

## Odlikovanja in priznanja
Polkovnik Lisjak je najbolj odlikovani pripadnik Slovenske vojske oz. takratne Teritorialne obrambe, ki je sodeloval v slovenski vojni za osamosvojitev leta 1991, saj je nosilec:
- častni znak svobode Republike Slovenije,
- častni vojni znak,
- red generala Maistra III. stopnje z meči,
- spominski znak Obranili domovino 1991,
- red Slovenske vojske z zvezdo (25. februar 1998),
- 2 znaka bojna akcija,
- znak Manevrske strukture Narodne zaščite 1990,
- spominski znak Rožna dolina - Vrtojba
- spominski znak Premiki 1991
- spominski znak Načelniki pokrajinskih štabov TO 1991 (25. februar 1998)
- red slovenske vojske z zvezdo